# Faith
Faith (24 de desembre de 2002 - 23 de setembre de 2014) era una gossa bípeda, nascuda amb tres potes; les dues posteriors plenament desenvolupades i una davantera deformada, la qual li va ser amputat quan tenia set mesos després que es va començar a atrofiar. La seva propietària, Jude Stringfellow, l'havia adoptat quan Faith va ser rebutjada per la seva mare que va provar d'eliminar-la per la seva deformació. El fill de Jude la va rescatar i la va portar a casa seva. Moltes persones, incloent veterinaris, van aconsellar que a Faith se li practiqués l'eutanàsia. En comptes d'això, Jude la va animar a incorporar-se fent servir una cullera amb mantega de cacauet com a incentiu, Jude va ensenyar Faith a saltar, i a poc a poc la gossa va començar a caminar per si mateixa.
Faith no és l'únic gos que camina sobre dues potes, però és probablement el més famós.

## Activitat
L'admiració i sorpresa que causava als que la veien caminar sobre dues potes, va ser utilitzada per a realitzar activitats socials amb persones necessitades d'estímuls per a superar una situació personal. Va tenir especial significació la seva participació dins la teràpia amb soldats de l'exèrcit americà que havien estat ferits o tenien amputat algun membre.

## Cobertura mediàtica
S'ha publicat un llibre amb la seva història titulat "Amb una mica de Fe". Faith i la seva propietària, Jude Stringfellow, han estat presents en nombrosos espais televisius com The Oprah Winfrey Show, The Montel Williams Show, Animal Attractions Television and Ripley's Believe it or Not. Arran de l'atenció dels mitjans de comunicació, Faith tenia una pàgina web pròpia on s'informava de les seves activitats i els seus admiradors li deixaven missatges com si es tractés d'una artista.
També es va rumorejar que anava a aparèixer al film Harry Potter i el calze de foc, un fet que no es va arribar a produir.

## Mort
Quan tenia deu anys va deixar la seva activitat social per a tenir "una jubilació merescuda", tal com expressava la seva propietària. El 23 de setembre de 2014 es va publicar la notícia de la seva mort al seu web oficial.